# Hypertekst

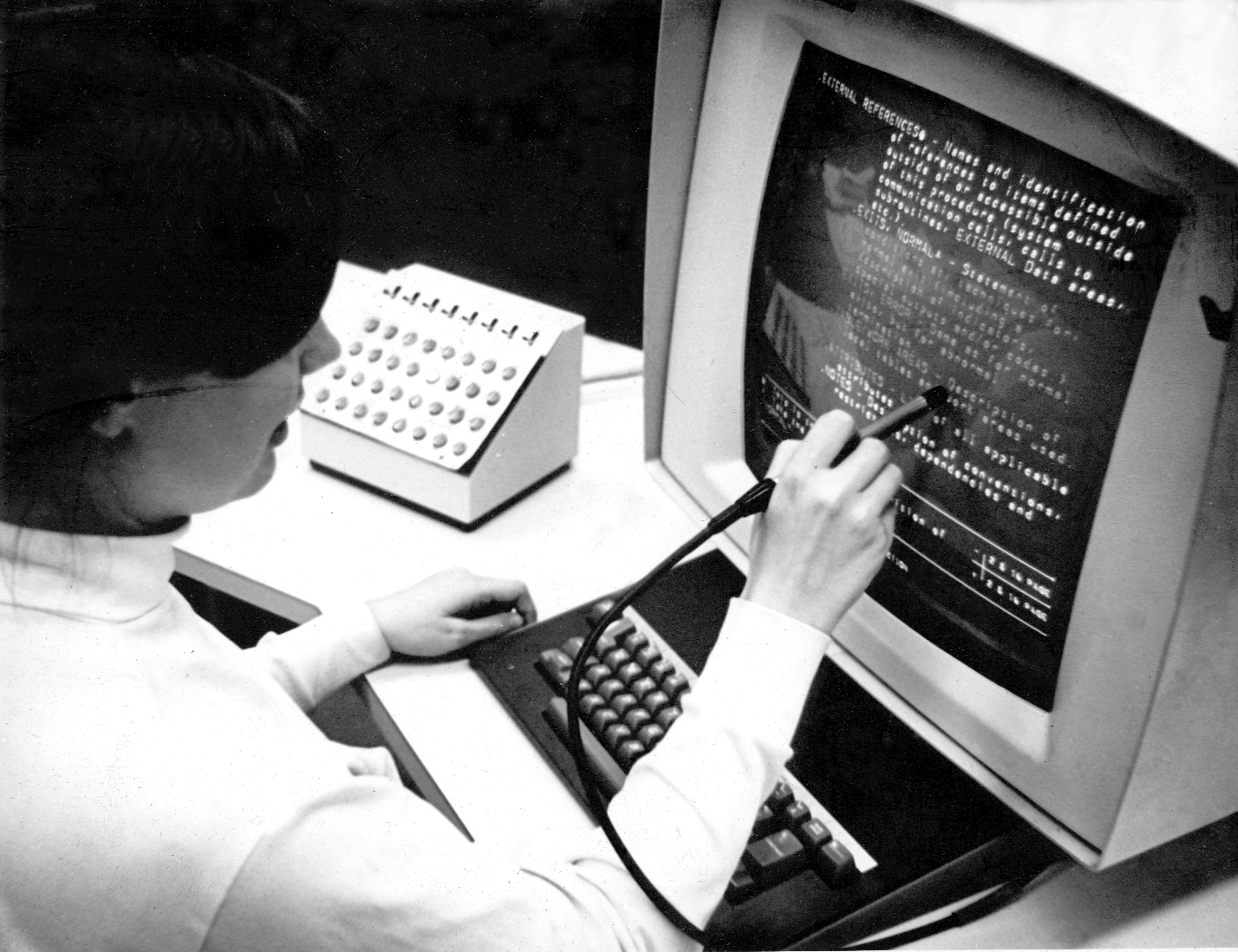
Hypertext Editing System (HES) IBM 2250 Display console – Brown University 1969

Hypertekst is tekst met direct activeerbare hyperlinks (verwijzingen). De lezer hoeft voor het volgen van een verwijzing geen bladzijden, hoofdstukken of andere teksten op te zoeken en open te slaan, maar kan direct naar een specifieke tekst of een specifieke plek in de tekst doorspringen. Dit maakt in veel gevallen een index bij een lange tekst overbodig: de hyperlinks kunnen immers de index vervangen.
In de praktijk beperkt dit de toepassing van hypertekst tot elektronisch gepresenteerde tekst. Het gaat hier in het algemeen om opgemaakte documenten waar zich bijvoorbeeld ook afbeeldingen in bevinden. Men spreekt van hypermedia als ook andere middelen, zoals geluid en bewegend beeld, integraal in het geheel zijn opgenomen.
Historisch gezien is de term hypertekst sterk verbonden met de ontwikkeling van de moderne GUI en het inzetten daarvan voor groupwaresystemen.

## Enkele begrippen

### Hypertekst
Een hypertekst is een digitale tekst die referenties (hyperlinks) naar andere teksten bevat die onmiddellijk toegankelijk zijn.
Bekende voorbeelden:
- Wikipedia
- de Internet Movie Database
- Amazon, eBay, of een willekeurige andere webapplicatie of website
- Windows Help-handleidingen van Microsoft Windows-applicaties
- GNU info-handleidingen van GNU-applicaties

### Hypertekstsysteem
Een hypertekstsysteem is een softwaresysteem voor het maken en gebruiken van hypertekst. Bekende voorbeelden:
- MediaWiki (waar Wikipedia in wordt gemaakt)
- Windows Help met bijvoorbeeld de Microsoft Windows Help Workshop
- GNU info met bijvoorbeeld texinfo
- softwaredocumentatie-hypertekstgeneratoren zoals doxygen, Javadoc en NDoc

### Hypertekststandaard
Een hypertekststandaard is een verzameling technische afspraken voor het representeren en gebruiken van hypertekst.
De met grote afstand meest bekende standaard op dit gebied is het World Wide Web, dat bestaat uit drie onderdelen:
- HyperText Markup Language (HTML), een opmaaktaal voor hypertekst;
- de Uniform Resource Locator (URL), een documentadresseermethode voor het internet;
- het HyperText Transfer Protocol (HTTP), een protocol voor het opvragen en oversturen van documenten op het internet.

## Geschiedenis

### Voorlopers
Teksten met verwijzingen naar zichzelf en elkaar zijn uiteraard geen recente ontwikkeling: boeken en bibliotheken bestaan al duizenden jaren. Onze vaste conventies voor het maken van verwijzingen binnen teksten en naar andere teksten zijn echter nog maar enkele honderden jaren oud.
Voor het snel volgen van dergelijke verwijzingen binnen een tekst waren twee eenvoudige conventies afdoende: paginanummering en hiërarchische hoofdstukindeling. Een groter probleem was het om een verwijzing naar een andere tekst te volgen. Daarvoor moest de lezer op zoek naar een bibliotheek die de tekst had, en binnen de bibliotheek naar de tekst zelf. Het eerste probleem werd in de loop van de tijd verminderd door massaproductie van boeken en verbeterde communicatie- en transportmethoden. Het classificeren en doorzoekbaar maken van de menselijke tekstproductie en kennis werd rond 1900 een beroep op zich. Voorgestelde hulpmiddelen:
- universele onderwerpsindelingen, bijvoorbeeld de Classification Décimale Universelle (Paul Otlet, 1905),[1]
- een standaard voor microfiches, kopieën van documenten op microfilm (Robert Goldschmidt en Paul Otlet, 1906)
- de foto-elektrische microfilmselector, ontwikkeld door Emanuel Goldberg voor Zeiss-Ikon in de jaren twintig[2]

Goldberg en Otlet stond een op microfilm gebaseerd systeem voor ogen waarin niet alleen indexen van teksten en film toegankelijk werden gemaakt, maar ook het materiaal zelf, zodat het volgen van verwijzingen geen probleem meer zou zijn. Een medewerker van Goldberg, Vannevar Bush, schreef over dit idee een artikel, waarin hij suggereerde hoe het onmiddellijk kunnen volgen van verwijzingen in zo'n apparaat de menselijke omgang met kennis fundamenteel zou kunnen veranderen.
Het apparaat, dat hij in zijn artikel de Memex noemde, zou elektronisch gekoppeld worden aan een bibliotheek en boeken en films uit de collectie direct weer kunnen geven. Gebruikers zouden verwijzingen tussen deze werken direct kunnen volgen en ook toevoegen. Bush stelde zich zelfs "padenblazers" voor, medewerkers die het maken van verwijzingen als taak hebben.

### Hypertekstsystemen
De eerste serieuze pogingen om computers in te zetten voor dergelijke systemen worden gedaan in de jaren zestig.
Ted Nelson, die de term 'hypertext' introduceerde, richtte zich in zijn project Xanadu, gestart in 1960, vooral op het vinden van de juiste mechanismen voor het maken en gebruiken van verwijzingen. Daarbij hoorde voor hem ook het opnemen van stukken tekst in andere (transclusie). Hij wou auteurs voor dergelijk hergebruik van hun materiaal compenseren met microbetalingen. Ook wou hij fundamenteel voorkomen dat verwijzingen kapotgaan als teksten worden veranderd of verwijderd. Hij eiste bijvoorbeeld dat verwijzingen altijd aan twee kanten zichtbaar moeten zijn. Maar Nelson was geen softwarearchitect en zijn geesteskind raakte bekend als het langstdurende vaporwareproject uit de geschiedenis van de softwareontwikkeling.
Het NLS-systeem van Douglas Engelbart (universiteit van Stanford) richtte zich er vooral op om de computer te bevrijden van zijn verschijningsvorm als veredelde typemachine. Computeruitvoer moet niet bestaan uit schermen tekst, en invoer moet niet bestaan uit het intikken van tekst met een toetsenbord. Basiselementen van de moderne GUI zoals de muis en vensters zijn in dit project ontwikkeld. Vanuit functioneel aspect is belangrijk dat NLS in wezen een groupwaresysteem is, waarin een mensen samen documenten onderhouden, en bovendien direct communiceren, bijvoorbeeld met videoconferencing.
In de jaren zeventig en 80 liepen aan andere universiteiten projecten die dit werk voortzetten. Resulterende systemen:
- ZOG (Carnegie-Mellon, vanaf 1972), later KMS
- NoteCards (Xerox PARC)
- TIES (Universiteit van Maryland, College Park), later HyperTIES (vanaf 1983)
- Intermedia (Brown University) (vanaf 1984)

De laatste twee zijn softwareapplicaties voor een standaard personal computer (resp. de IBM PC en de Apple Macintosh).
Aldus ontstond in de jaren tachtig een onderzoeksgemeenschap met onder meer een eigen conferentie, de ACM Hypertext Conference. Binnen het algemenere kader van computerondersteunde samenwerking (CSCW) onderscheidde de hypertekstgemeenschap zich door de nadruk op de rol van de doorverwijzing (hyperlink).
Inmiddels kwam stukje bij beetje de benodigde hardware voor een systeem als NLS beschikbaar voor de doorsnee computergebruiker:
- de muis
- grote beeldschermen met hoge beeldkwaliteit
- altijd beschikbare computernetwerken

De voorzieningen die NLS bood werden daarmee ook steeds normaler. Grafische user interfaces met vensters en een muis werden algemeen gebruikelijk. Volgbare verwijzingen werden een standaard onderdeel van online documentatie. De onderzoeksgemeenschap beschouwt die echter niet als echte hypertekst omdat gebruikers niet zelf materiaal en verwijzingen aanmaken.
Dat was wel het geval in HyperCard, een applicatie die Apple vanaf 1987 meeleverde met elke Macintosh-computer.

### Hypertekst en het internet
In de onderzoekswereld waren computernetwerken inmiddels een standaardvoorziening. Eind jaren tachtig werd internettechnologie universeel, en het beschikbaar stellen van documenten via het internet normaal. Er ontstonden ook hypertekstachtige systemen voor gebruik over het Internet, zoals in het Andrew-project. De uitwisselbaarheid was echter nog een probleem, omdat er nog met veel verschillende, slecht uitwisselbare besturingssystemen gewerkt werd.
Dan verscheen Gopher, een minimale vorm van internet-brede hypertekst. Een Gopher-document is een menu met hyperlinks; elke link verwijst ofwel naar een gewoon document, ofwel naar een via het internet bereikbare applicatie, ofwel naar een ander Gopher-document, mogelijk op een andere computer. Nieuw was het moeiteloos van computer naar computer navigeren. De bruikbaarheid werd verder vergroot door een zoekdienst, Veronica. Bovendien werd Gopher veel gebruikt als user interface voor informatiediensten, zoals online documentatie en zelfs NOS Teletekst. Daarbij werden de documenten en Gopher-menu's met programma's gegenereerd.
Binnen een jaar waren er honderdduizenden naar elkaar verwijzende Gopher-menuutjes. De verklaring voor het succes was de eenvoud van het Gopher-systeem. Een Gopher-menu kan eenvoudig met een teksteditor in elkaar worden gezet, en in korte tijd kwamen zowel Gopher-documentservers als Gopher-navigatiesoftware beschikbaar voor elk denkbaar computersysteem.
De volgende logische stap was om hyperlinks ook binnen documenten te ondersteunen. Verscheidene initiatieven ontstonden; na korte tijd werd het World Wide Web (WWW), ontwikkeld in 1991 door Tim Berners-Lee, het succesvolst. Informatieaanbieders schrijven of genereren geen Gopher-menuutjes meer maar eenvoudig opgemaakte documentjes in HTML. Het publiceren en doorbladeren is even simpel als met Gopher.
Tegen 1995 was ook voor IBM PC en Macintosh een internetverbinding normaal, en het World Wide Web de dominante hyperteksttechnologie, zozeer dat alle bespreking van hypertekst op het WWW betrekking heeft.
Het WWW is op zichzelf geen hypertekstsysteem: het biedt gebruikers geen ondersteuning voor het toevoegen, wijzigen of beheren van materiaal en hyperlinks. Specifieke websites waarop gebruikers de inhoud verzorgen, zoals de Internet Movie Database (opgezet in 1990, en een van de eerste en populairste webapplicaties), kunnen wel als hypertekstsysteem beschouwd worden.
Tegen eind jaren negentig ontstond er een ruime keus aan software voor het maken en beheren van websites. Zulke software heeft het karakter van een hypertekstsysteem als gebruik en wijziging naadloos geïntegreerd zijn, zoals bij wiki-software en andere contentmanagementsystemen.